# NS5B
NS5B es una proteína no estructural del virus de la hepatitis C. Se trata de la RNA polimerasa RNA dependiente del virus que puede actuar dependiente o independientemente de cebador. Actualmente es una de las principales dianas terapéuticas. 

## Estructura y función
NS5B es una proteína integral de membrana y es una  ARN-polimerasa-ARN-dependiente que contiene en su composición un motivo GDD (Glicina-Aspártico-Aspártico) típico de todas las polimerasas. Posee la estructura espacial típica de las polimerasas de “mano derecha”, en el que tres dominios están aislados incluyendo la "palma" (donde se encuentra el centro catalítico), "pulgar" y "dedos" que rodean la "palma". Esta disposición espacial forma un “canal” que sirve para la unión del ARN de cadena simple. La lámina β se proyecta desde el “pulgar” y su función es la atracción de ARN al sitio catalítico en la posición correcta. Una región hidrofóbica de 21 aminoácidos localizada en el extremo C terminal de la polimerasa sirve como residuo de anclaje. La ARN-polimerasa es capaz de iniciar la síntesis de ARN de novo o dependiendo de cebador gracias a la unión al X-ARN y/o a la cola Poli (U/UC) en 3’ UTR . Esta polimerasa puede sintetizar una hebra complementaria partiendo desde un molde de polaridad positiva o negativa.

## Mecanismo de inhibición
Los inhibidores de la ARN polimerasa NS5B pueden ser divididos en dos categorías, inhibidores análogos de nucleósidos (Ni) que, como Sofosbuvir mimetizan el sustrato enzimático siendo incorporados a la cadena de ARN, y, en consecuencia, causan el bloqueo del sitio activo . La otra clase son los inhibidores no nucleosídicos (NNIs) y son una clase heterogénea. Su actividad se basa en unirse a la enzima y actuando por inhibición alostérica, causando cambios conformacionales en la proteína antes de que el complejo de elongación sea formado . Algunos ejemplos de esta última categoría son Beclabuvir y Dasabuvir. En general, los no nucleosídicos tienen baja barrera a las resistencias evidenciado por la aparición  frecuente en estudios con monoterapia.